# Mihail Levicki
Mihail (Mihajlo) Levicki, ukrajinski rimskokatoliški duhovnik, škof in kardinal, * 17. februar 1774, Pukucie, † 14. januar 1858.

## Življenjepis
Leta 1798 je prejel duhovniško posvečenje.
20. septembra 1813 je bil imenovan za škofa Przemjsla; škofovsko posvečenje je prejel še isti dan. 8. marca 1816 je bil imenovan za nadškofa Lviva.
16. junija 1856 je bil povzdignjen v kardinala.